# متحف برونكس للفنون

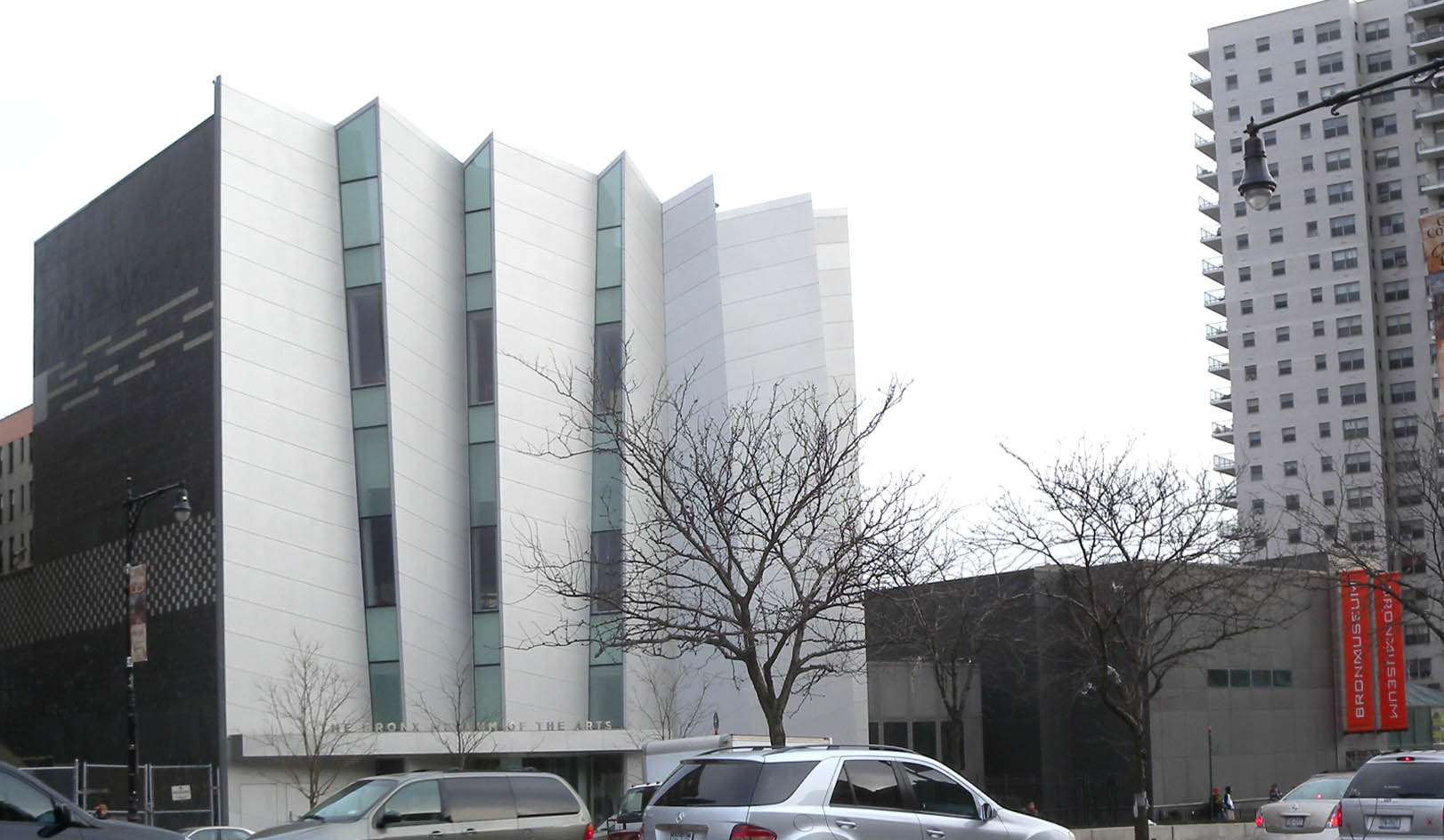
"الأكورديون" إضافة 2006 التصميم.

متحف برونكس للفنون (BxMA)، المعروف أيضًا باسم متحف برونكس للفنون أو ببساطة متحف برونكس هو مؤسسة ثقافية أمريكية تقع في كونكورس، برونكس، نيويورك. يركز المتحف على الأعمال المعاصرة والقرن العشرين التي أنشأها فنانين أمريكيين، ولكنه یستضیف ایضاً معارض للفنون والتصميم من أمريكا اللاتينية وأفريقيا وآسيا. تتكون مجموعتها الدائمة أكثر من 800 لوحة ومنحوتات وصور فوتوغرافية وأعمال ورقیة. هذا المتحف جزء من منطقة جرانى كونكورس التاريخية.

## وصلات خارجية
الموقع الرسمي